# Římskokatolická církev v Norsku

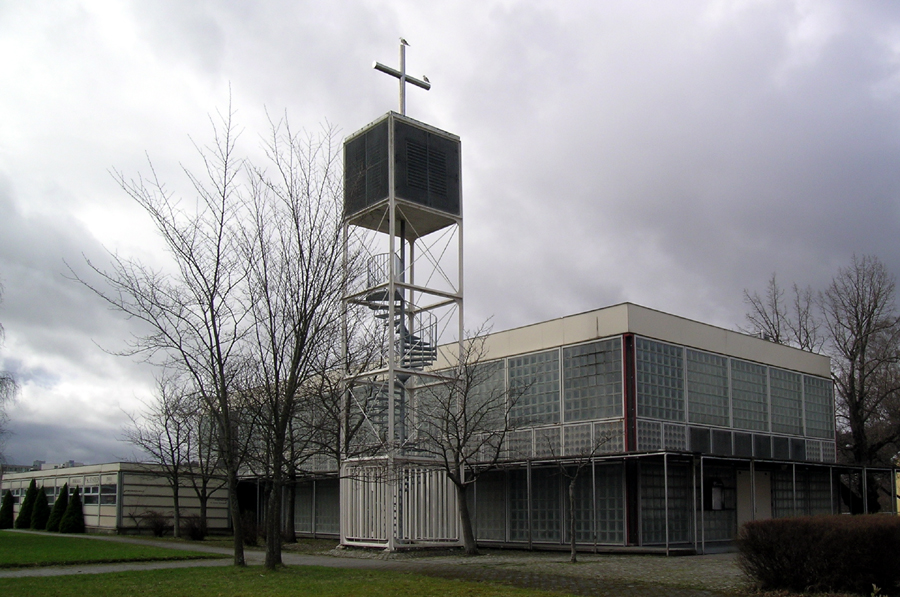
Katolický kostel svatého Olafa v Trondheimu

Římskokatolická církev není v Norsku příliš rozšířena, v současné době čítá asi 230 000 katolíků (cca 5 % obyvatel) a jejich počet pomalu roste, především díky imigraci. Tento fakt ještě posiluje tradiční animozitu většiny norské společnosti vůči katolicismu jako jakémusi cizorodému prvku.

## Historie
Po reformaci a poprotestantštění Norska byla katolická církev dlouhodobě krutě potlačována a drtivá většina katolíků konvertovala, uprchla ze země či zahynula.
K opětovnému povolení katolické církve došlo v roce 1843, ústavní zákaz působení katolických řádů byl zrušen v roce 1897, plné náboženské svobody se katolická církev v Norsku dočkala v roce 1956, kdy norský parlament zrušil zákaz působení jezuitů v zemi. K intelektuálním úspěchům norského katolicismu je řazeno dílo spisovatelky Sigrid Undsetové, která konvertovala v roce 1928. Ke sblížení katolické menšiny s luteránskou většinou došlo během společného odporu proti režimu Vidkuna Quislinga. Ve 2. polovině 20. století se spolu se zánikem posledních společenských a právních bariér několik norských římských katolíků uplatnilo i ve vysoké politice a v diplomacii. Od druhé poloviny 20. století se v důsledku migrace řádově zvednul počet katolíků v zemi, současné odhady mluví o nízkých stovkách tisíc. Vedle římských katolíků v zemi působí i chaldejský kněz převážně mezi uprchlíky z Iráku.

## Současná struktura
Katolická církev v Norsku se člení na diecézi Oslo, která byla založena v roce 1953, a územní prelatury Trondheim a Tromsø. Ty se dále člení na celkem 35 farností. Norští biskupové jsou členy Skandinávské biskupské konference, která sdružuje biskupy Severských zemí.